# Фердинанд фон Фюрстенберг (1661 – 1718)
Фердинанд фон Фюрстенберг (на немски: Ferdinand von Fürstenberg; * 22 август 1661, замък Шнеленберг до град Атендорн в Северен Рейн-Вестфалия; † 14 март 1718, дворец Хердринген в Арнсберг) е фрайхер от род Фюрстенберг, „обрист-щалмайстер“ на Княжеското епископство Падерборн също „наследствен-дрост“ в Херцогство Вестфалия. Той увеличава собственостите на фамилията.

## Живот
Той е син на дипломата на Курфюрство Кьолн имперски фрайхер Фридрих фон Фюрстенберг (1618 – 1662) и втората му съпруга фрайин Мария Елизабет фон Брайдбах, цу Бюресхайм (1623 – 1679), дъщеря на Волфганг Хайнрих фон Брайдбах цу Бюресхайм и Мария Магдалена фон и цу Елтц-Кемпених. Кръстен е на чичо му Фердинанд фон Фюрстенберг (1626 – 1683), княжески епископ на Падерборн (1661 – 1683), епископ на Мюнстер (1678 – 1683). Най-големият му полубрат Франц Емерих Вилхелм фон Фюрстенберг (1646 – 1666) е каноник в Майнц и Трир.
След ранната смърт на баща му (1662) за него отговарят майка му и братът на баща му. Той е определен за църковна кариера. След смъртта на брат му наследникът Максимилиан Хайнрих (1654 – 1671) през 1671 г., Фердинанд взема неговото място и се отказва от църковните си служби.
Фердинанд посещава през 1673/1674 г. гимназията в Майнц, една година в Кьолн и след това при чичо си дом-декан Вилхелм фон Фюрстенберг (1623 – 1699) в Залцбург. Там той следва право. След това той е във Виена и се връща през 1679 г. в родината си.
Малко след това майка му умира. Чичо му взема сирака в своя двор в Падерборн и го прави „обрист-щалмайстер“. През 1680 г. той завършва образованието си и прави пътувания. Добрите връзки на фамилията му дават възможност да пътува до двора във Версай, за да подобри френския си език и бъде въведен в двора. С придружители той пътува през Кьолн и Брюксел за Париж. Представен е на високопоставени личности и също на Луи XIV.
След смъртта на княжеския епископ той загубва своите дворцови служби в Падерборн. Управлява преди всичко своите собствености, съветван от чичо му Йохан Адолф (1631 – 1704), който живее в дворец Адолфсбург. През 1687 г. Фердинанд става благороднически съветник на Херцогство Вестфалия.
Фердинанд придружава понякога курфюрст Йозеф Клеменс Баварски в неговите пътувания и е поканен на неговата трапеза при престоя му в Бон.
Умира на 56 години и е погребан във францисканската църква в Атендорн.

## Фамилия
Фердинанд фон Фюрстенберг се жени на 15 ноември 1682 г. в резиденцията дворец Нойхауз за фрайин Мария Терезия фон Вестфален цу Фюрстенберг (* 1 май 1663, Лаер; † 29 януари 1737, Шнеленберг), дъщеря на фрайхер Вилхелм фон Вестфален цу Фюрстенберг и фрайин Бригита фон Вестфхален цу Лаер. Венчани са от княжеския епископ. Годеницата донася голяма зестра в брака. Луи XIV им изпраща скъпи подаръци. Те имат 16 деца (седем дъщери, девет сина) между тях:
- Фердинанд Антон фон Фюрстенберг (1683 – 1711), каноник
- Вилхелм Франц фон Фюрстенберг (1684 – 1707), каноник
- Фридрих фон Фюрстенберг (1685 – 1706), каноник
- Кристиан Франц Дитрих фон Фюрстенберг (1689 – 1755), наследствен дрост, женен I. на 29 септември 1722 г. в Кобленц за графиня Мария Анна фон дер Лайен цу Хоенгеролдсек (1700 – 1723), II. на 6 ноември 1724 г. в Обзиниг за фрайин Мария Агнес Терезия Лудовика фон Хохщеден (1698 – 1727), III. на 22 септември 1728 г. в Динклаге за фрайин Анна Хелена фон Гален (1707 – 1739), IV. на 20 февруари 1740 г. за фрайин Мария Терезиа фон Неселроде (1700 – 1757)
- Хуго Франц фон Фюрстенберг (1692 – 1755), каноник
- Мария Хенриета фон Фюрстенберг (1696 – 1742), омъжена на 3 септември 1719 г. за фрайхер Вилхелм Фердинанд фон Гален (1690 – 1769)
- Луция Ева Вилхелмина фон Фюрстенберг (1697 – 1767), канонеса в Кьолн
- Фридрих Кристиан фон Фюрстенберг (1700 – 1742), каноник в Падерборн, министър на принц-електора на Кьолн
- Франц Егон фон Фюрстенберг (1702 – 1761), каноник в Мюнстер, Падерборн и Халберщат